# USS Betelgeuse (AKA-11)
La USS Betelgeuse (AK-28/AKA-11) fu una nave mercantile da attacco (Attack Cargo Ships, AKA) della marina militare statunitense, nella quale essa restò in servizio per 4 anni e 9 mesi. Prese il nome dall'omonima stella di Orione.

## Storia

### Acquisto
Il Betelgeuse venne impostato come C-2D (scafo numero 180) il 9 marzo 1939 a Chester (Pennsylvania) dalla Sun Shipbuilding & Drydock Co., come stabilito dal contratto (MC hull 31) firmato con la Maritime Commission. Varato col nome di Mormaclark il 18 settembre 1939, venne consegnato alla Moore McCormack Line il 29 novembre dello stesso anno, per poi essere acquistato dalla marina militare statunitense il 29 maggio 1941, che lo rinominò, il 3 giugno, Betelgeuse. Entrò effettivamente in servizio il 14 giugno, dopo lavori effettuati dalla Brewer Dry Dock Company di Staten Island, con la sigla AK-28 e agli ordini del Commander Harry D. Power.
Fino alla fine del 1941 eseguì manovre anfibie nell'Atlantico: al largo della Carolina del Nord a giugno e luglio e in Virginia a settembre, trasportò materiali alle Bermuda e ai Caraibi in ottobre. Arrivò alla Charleston Naval Shipyard (una base navale) per una revisione lo stesso giorno in cui i giapponesi attaccarono Pearl Harbor, vale a dire il 7 dicembre 1941.

### 1942, Pacifico del sud
Il 19 febbraio del 1942, il Betelgeuse caricò materiali per l'esercito e si unì ad un convoglio navale con destinazione a Belfast (Irlanda del Nord) e Clydebank (Scozia). Fatto ritorno a New York il 25 marzo, accolse a bordo altri materiali e l'8 aprile salpò, sempre in un convoglio di navi, per Tonga, dove la marina stava allestendo una base avanzata, per consolidare le linee di comunicazione e logistiche con l'Australia. Il 9 maggio il convoglio attraccò a Tongatapu.
Il Betelgeuse fece poi rotta per San Diego il 7 giugno, imbarcò materiali, e navigò fino alle Hawaii, attraccando il 1º luglio 1942. A Pearl Harbor si unì alla Task Force 62 (TF 62) creata per l'imminente campagna di Guadalcanal, e lasciò il porto il 31 luglio giungendo al cosiddetto "IronBottom Sound" (IronBottom sta per fondale di ferro, ed era il nome dato dagli statunitensi, ad un canale tra l'isola di Guadalcanal e l'isola di Savo, chiamato così per la gran quantità di relitti presenti sul fondale, a seguito delle battaglie navali fino ad allora accadute) al largo di Guadalcanal, isola in cui lasciò rapidamente il suo carico per non incorrere in attacchi aerei giapponesi che, comunque, il Betelgeuse seppe affrontare a dovere: il giorno successivo infatti vennero abbattuti due piloti nipponici.
Per i successivi cinque mesi la nave rifornì costantemente, salpando da Espiritu Santo, Éfaté, Nouméa, Wellington e Auckland, le truppe statunitensi a Guadalcanal e Tulagi impegnate nell'eliminare le difese dell'Impero del Sol Levante. Nonostante stazionasse al largo delle spiagge, per un totale di 15 giorni, il Betelgeuse riuscì comunque a far precipitare otto velivoli nemici subendo solo danni minori. Il 1º settembre sbarcò a Guadalcanal i primi genieri del Naval Construction Battalion (soprannominati Seabee, api da guerra) necessari per migliorare il campo d'aviazione di Henderson Field e per costruire altre strutture. 
Mentre stava scaricando rifornimenti a Guadalcanal il 21 novembre, l'imbarcazione fu oggetto di una temporanea riparazione del motore che aveva causato ripetuti problemi durante l'anno, ma già il giorno di Natale poté ripartire per la California. Attraccò a San Pedro (Los Angeles) il 9 gennaio 1943, stavolta per approfondite riparazioni. Il 1º febbraio fu riclassificato come Attack Cargo Ships, AKA-11, dopodiché navigò per la costa orientale degli Stati Uniti, più precisamente per Charleston (Carolina del Sud), cittadina in cui si fermò a partire dall'8 marzo per apportare le modifiche conseguenti al suo nuovo ruolo. Agli inizi di aprile si addestrò per un mese nella Baia di Chesapeake.

### 1943 - 1944: Mediterraneo
Il 10 maggio 1943, il Betelgeuse mollò gli ormeggi per partecipare allo sbarco in Sicilia, l'invasione Alleata della Sicilia, inquadrata nella Task Force 81 (TF 81, nome in codice: "Dime"). Dopo una sosta ad Algeri a giugno, la TF 81 arrivò in vista di Gela il 10 luglio, in una delle più deludenti missioni di sbarco dell'intera invasione dell'isola italiana. Al largo delle coste, alla destra della nave ammiraglia Samuel Chase, anch'essa un AKA, il Betelgeuse perse numerose imbarcazioni da sbarco per via del mare agitato e delle uscite notturne con bassa visibilità; cadde altresì un marinaio, colpito a morte dal fuoco amico di una mitragliatrice impegnata a contrastare un attacco aereo. Inoltre, si rifecero vivi i problemi al motore creduti risolti all'inizio dell'anno, per questo il Betelgeuse partì il 24 luglio per gli USA.
Giunto a Norfolk (Virginia) il 14 agosto, il Betelgeuse spese i successivi otto mesi in vari cantieri della costa orientale, potendo ripartire per il Mediterraneo solo il 4 maggio 1944.
Inserito nelle forze facenti parte dell'operazione Dragoon, lo sbarco Alleato nella costa sud francese, il Betelgeuse rimase nella zona d'operazione solo due giorni, scaricando rifornimenti nella "Read Beach" del Golfo di Fréjus. La nave fece quindi altri cinque viaggi dai porti in Nordafrica fino alle coste italiane o francesi per scaricare uomini e materiali vari.

### 1945, ancora nel Pacifico
La nave mercantile da attacco lasciò il Mediterraneo il 25 settembre 1944, tornando ancora una volta negli USA per installare un radar e migliorare i sistemi di comunicazione. Nel 1945 salpò per il teatro del Pacifico, passando per il Canale di Panama e le Hawaii, dove, a Pearl Harbor, ospitò a bordo un carico destinato all'esercito USA stanziato a Guadalcanal. Una volta arrivatavi, la nave si addestrò per la prevista invasione delle Ryūkyū, anche se alla fine mosse per Okinawa.
Il Betelgeuse era presente al momento dello sbarco il 1º aprile, e subito iniziò a scaricare materiali sulle spiagge, un'attività che richiese cinque giorni di lavoro. I Kamikaze danneggiarono solo lievemente lo scafo della nave, che tra l'altro ebbe solo feriti lievi a bordo. Il 9 aprile il Betelgeuse andò verso Port Chicago, California, e prima che finisse la guerra riuscì a fare due viaggi verso Pearl Harbor carica di rifornimenti.
Appena nota la resa del Giappone il 15 agosto, il Betelgeuse partì da San Francisco per le Filippine per imbarcare truppe dal Golfo di Lingayen, Manila e Batangas e trasferirle, per espletare compiti di occupazione, a Otaru e Hokkaidō. Terminato questo compito, ritornò nelle Filippine, nell'Isola di Samar, per caricare i genieri della marina da sbarcare a Tientsin, in Cina, dove, il 10 novembre, lo stesso giorno di arrivo, ricevette ordini che la mandarono a Guam, Pearl Harbor e San Francisco per riportare i soldati USA a casa in tempo per Natale. Il Betelgeuse lasciò la costa occidentale il 28 dicembre alla volta di New York. Venne radiata il 15 marzo 1946 e il suo nome cancellato dal Naval Vessel Register il 28 marzo.
Riequipaggiato per scopi civili, operò con il vecchio nome "Mormaclark" fino a quando non venne venduta il 27 giugno 1947 alla Compania de La Paloma della zona del Canale di Panama, che la rinominò Star Betelgeuse. Nel 1949, era ancora operativa con la bandiera panamense, tuttavia era cambiato il proprietario, ora la Compania Naviera.
Ceduta per essere demolita nel 1972, la nave giunse a Kaohsiung (Taiwan), il 7 aprile di quell'anno per essere smantellata. Nella sua carriera militare fu onorata con sei Battle star.